# Group policy
Group policy is een functie binnen de Windows NT-serie van besturingsystemen voor het beheer van een werkomgeving van gebruikers- en computeraccounts.

## Beschrijving
Group policy bepaalt hoofdzakelijk wat gebruikers wel en niet mogen uitvoeren op een computer. Zo kan een systeembeheerder een bepaalde complexiteit voor wachtwoorden instellen of de toegang tot mappen of netwerkbronnen weigeren. Een groep van deze configuraties heet een Group Policy Object (GPO).
Group policy werkt binnen Windows NT 4.0, Windows 2000, Windows XP, Windows 7, Windows 8.1, Windows 10 en Windows Server 2003 en hoger. Men kan hiermee het centrale beheer en configuraties uitvoeren van het besturingssysteem, software en gebruikersinstellingen binnen een Active Directory-omgeving.
Oorspronkelijk werden Group policies ingesteld met Group Policy Edit, een programma dat onderdeel was van de Microsoft Management Console (MMC). In latere versies van Windows (vanaf 2008) werd dit een losstaande toepassing, de Group Policy Management Console (GPMC).